# Maurische Landschildkröte
Die Maurische Landschildkröte (Testudo graeca) gehört zur Gattung der Paläarktischen Landschildkröten (Testudo). Der größte Teil ihres riesigen Verbreitungsgebietes liegt in Asien und Nordafrika, zwei der sechs Unterarten kommen jedoch auch im europäischen Mittelmeerraum vor. Die Maurische Landschildkröte ist als kleine bis mittelgroße, pflanzenfressende Landschildkröte im deutschsprachigen Raum ein beliebtes Heimtier, in vielen ihrer angestammten Heimatgebiete aber im Bestand bedroht. Der private Import dieser Schildkröten ist deshalb (je nach Unterart) illegal und wird mit Geld- oder Freiheitsstrafe bestraft.

## Beschreibung

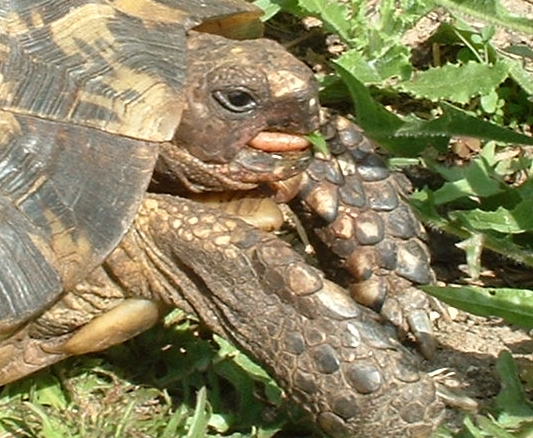
Artmerkmal:
grobe, überlappende Schuppen auf einer Seite der Vorderbeine

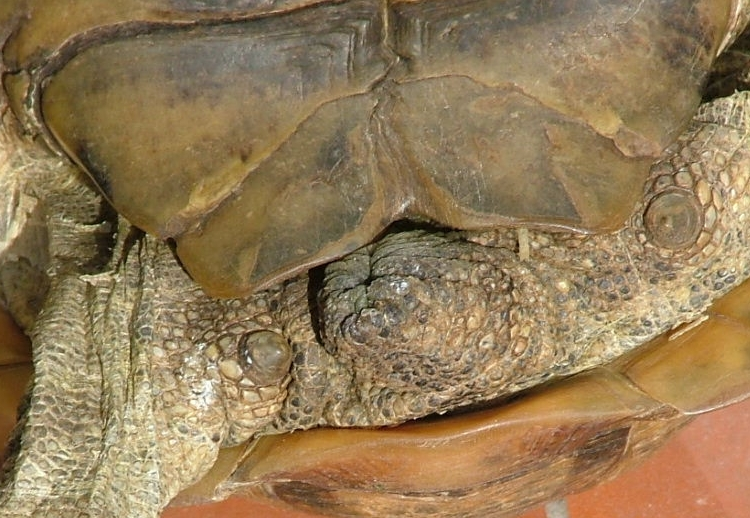
Artmerkmal:
Hornkegel (Oberschenkelsporne)
Geschlechtsmerkmal:
kurzer Schwanz beim Weibchen

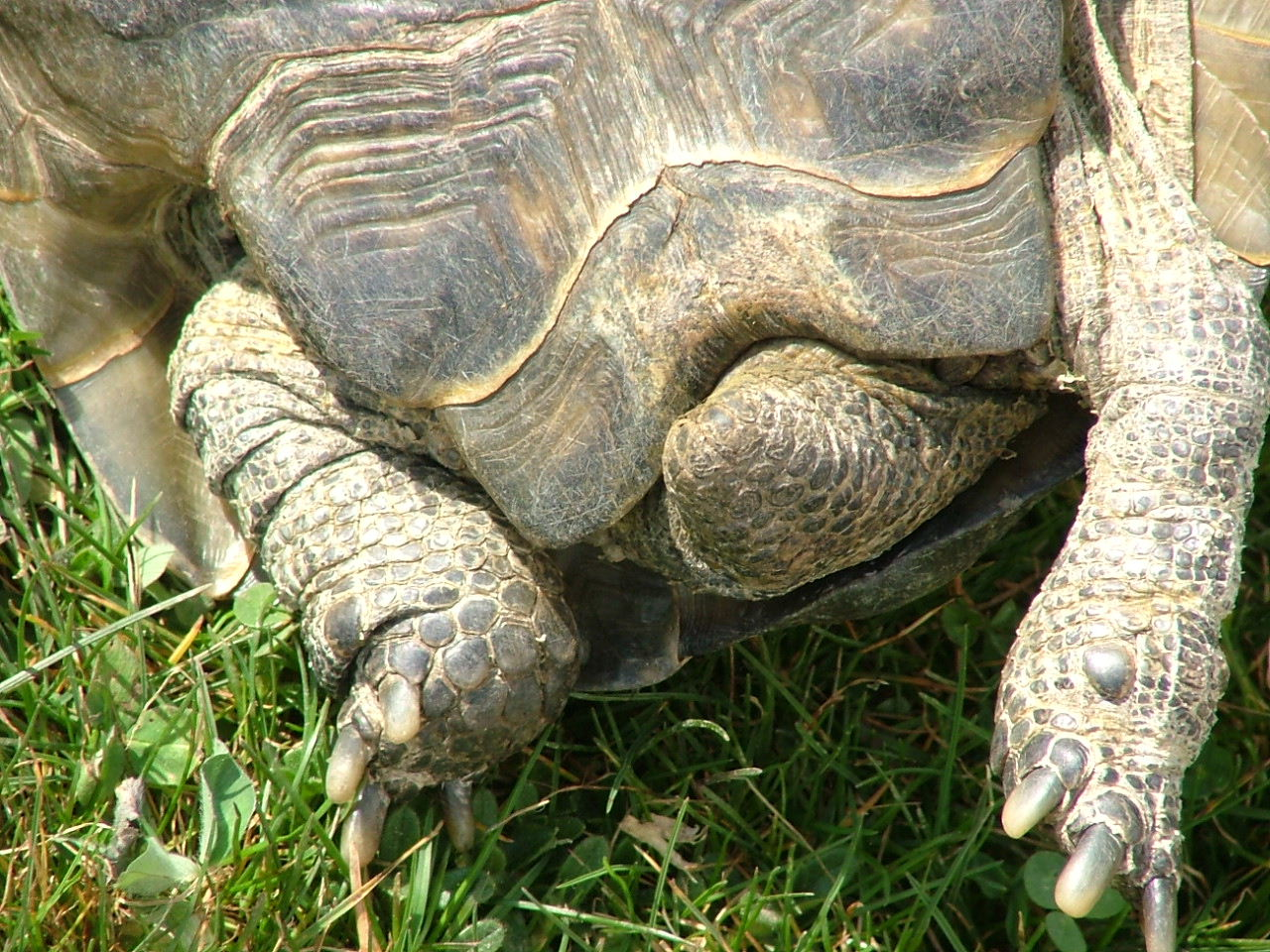
Geschlechtsmerkmal:
längerer Schwanz beim Männchen

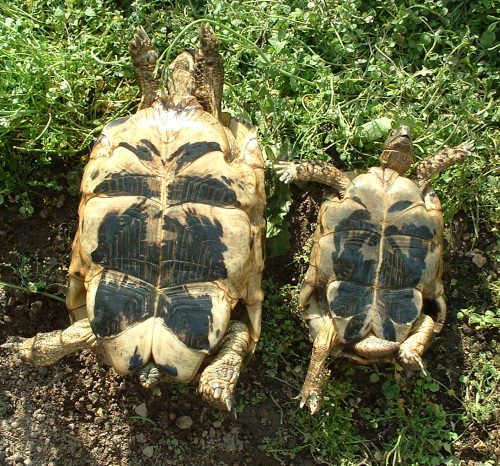
Geschlechtsmerkmal:
Weibchen (links) sind meist größer
Männchen (rechts) längerer Schwanz

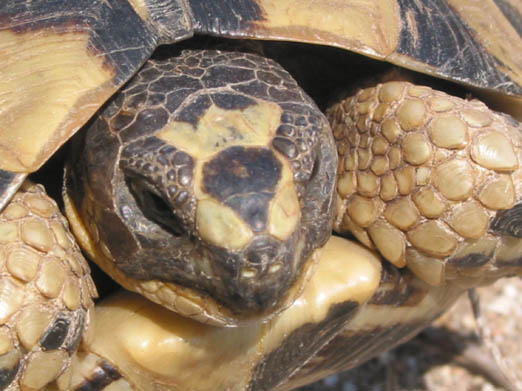
Artmerkmal:
Verdickter Plastronvorderlappen
Unterartmerkmal:
gelbe Kopfzeichnung (T. g. g., Sardinien)

Die Maurische Landschildkröte ist eine kleine bis mittelgroße Landschildkröte. Ausgewachsene Exemplare der osteuropäischen Testudo graeca ibera erreichen bis zu 35 cm Länge (SCL, Stockmaß des Rückenpanzers) und ein Gewicht von mehr als 5 kg (Beshkov 1997). Tiere westmediterraner Unterarten bleiben deutlich kleiner. Für Südostspanien wird eine durchschnittliche Länge von 11,2 cm bei Männchen und 12,6 cm bei Weibchen angegeben (Pérez 1998). Der Rückenpanzer (Carapax) ist hoch gewölbt, mit dem höchsten Punkt im Bereich der dritten Vertebrale, und besitzt relativ breite Vertebralschilde. Der Bauchpanzer (Plastron) ist am Vorderlappen deutlich verdickt und besitzt bei erwachsenen Tieren am hinteren Ende ein schwach bewegliches Scharnier. Wie bei den meisten Schildkröten wird die aus Knochenplatten bestehende Panzerkapsel von dünnen Hornschilden bedeckt, wobei der so genannte Schwanzschild bei Testudo graeca meist ungeteilt ist. Die Vorderbeine der Maurischen Landschildkröte sind an der Außenseite mit vier bis sechs Querreihen von sich überlappenden, großen Hornschuppen bedeckt und besitzen meist fünf Krallen. An den Hinterbeinen befinden sich außer bei einer nordafrikanischen Lokalform zwei typische Hornkegel, symmetrisch rechts und links vom Schwanz angeordnet. Die Färbung und Zeichnung des Panzers ist individuell und unterartbedingt sehr verschieden ausgeprägt. Jungtiere schlüpfen meist mit einer deutlichen und kontrastreichen Zeichnung des Panzers aus dem Ei, bei einigen nordafrikanischen Lokalformen aber auch nahezu einfarbig hellbraun. Bei älteren Tieren wird die Färbung und Zeichnung zunehmend verwaschen. Auch die Farbe der Weichteile schwankt je nach Klimabedingungen stark von hellgelbbraun bis nahezu schwarz. Bei einigen Lokalformen zeigt sich eine charakteristische helle Fleckung an der Oberseite des Kopfes.

### Unterscheidungsmerkmale zu anderen Arten der Gattung
Gegenüber der Griechischen Landschildkröte Testudo hermanni unterscheidet sich Testudo graeca durch ihre fast immer vorhandenen Oberschenkelsporne und das Fehlen eines Hornnagels am Schwanzende. Weitere Unterscheidungsmerkmale sind vier bis sechs auffällige Querreihen grober, sich überlappender Schuppen an den Außenflächen der Unterarme und das bei erwachsenen Tieren immer vorhandene Scharnier am Hinterlappen des Bauchpanzers. Von der Breitrandschildkröte Testudo marginata lässt sich die Maurische Landschildkröte durch ihre rundlichere Panzerform und die fehlende dreieckige Plastronzeichnung abgrenzen. Die Ägyptische Landschildkröte Testudo kleinmanni ist deutlich kleiner und heller gefärbt als Testudo graeca und hat ebenfalls eine dreieckige Plastronzeichnung. Die Vierzehenschildkröte (Testudo horsfieldii) besitzt nur vier, die Maurische Landschildkröte dagegen fünf Krallen an den Vorderfüßen.

### Geschlechtsunterschiede
Maurische Landschildkröten besitzen einen ausgeprägten Sexualdimorphismus. Männchen und Weibchen zeigen deutliche sekundäre Geschlechtsmerkmale, die sich mit etwa vier bis sechs Jahren ausprägen. Frisch aus dem Ei geschlüpfte Tiere sind nicht nach Geschlechtern unterscheidbar.
Erwachsene Männchen haben einen längeren Schwanz und eine dickere Schwanzwurzel, in der der Penis verborgen ist und nur zur Begattung ausgestülpt wird. Männchen tragen den Schwanz meist seitlich unter den Panzer geklappt, wogegen der kurze Schwanz der Weibchen ausgestreckt bleibt. Ihre Kloake liegt zudem näher am Körper. Der Bauchpanzer der Männchen ist leicht nach innen gewölbt (konkav). Der Schwanzschild deutlich nach innen gebogen. Weibchen sind dagegen insgesamt größer und schwerer als Männchen, wobei die Größen- und Gewichtsunterschiede teilweise beträchtlich ausfallen können.

## Unterarten
Lange Zeit galt die Maurische Landschildkröte trotz ihres riesigen Verbreitungsgebietes über drei Kontinente mit unterschiedlichen Landschaften und Klimazonen als eine Art mit wenigen Unterarten. Seit einigen Jahren werden jedoch immer neue Varietäten entdeckt und als weitere Unterarten (z. B. Testudo graeca pallasi) beziehungsweise eigenständige Arten (z. B. Testudo perses) oder gar Gattungen (z. B. Furculachelys nabeulensis) beschrieben, aber zum Teil nicht allgemein anerkannt. Zwei neue, auf genetischen Untersuchungen basierende Studien geben folgende 10 Unterarten für die Maurische Landschildkröte an.

### Östliche Unterarten
- Armenische Landschildkröte, Testudo graeca armeniaca, Chkhikvadze, Bakradze 1991

Diese Unterart ist gekennzeichnet durch eine niedrige, an Testudo horsfieldii erinnernde Panzerform und eine meist eher düstere Färbung mit wenig kontrastreicher Zeichnung. Die maximale Größe wird mit 20–23 Zentimeter angegeben. Nach genetischen Studien wurde die vormals als separate Unterart beschriebene Testudo graeca pallasi mit Testudo graeca armeniaca synonymisiert.
Areal: westliches Küstengebiet des Kaspischen Meeres, östlicher bzw. Teile des Zentral-Kaukasus in Armenien und der Türkei
- Kaspische Landschildkröte, Testudo graeca buxtoni, Boulenger 1921

Eingegliedert in diese Unterart wurde Testudo perses.
Areal: Nordwest- und Zentraliran, östlicher Kaukasus
- Eurasische Landschildkröte, Testudo graeca ibera, Pallas 1814

Hierbei handelt es sich um die größte Unterart. Einzelne Tiere erreichen Körpergrößen von über 30 Zentimeter. Die Panzerform ist etwas flacher als bei anderen Vertretern der Art und rundlich bis oval. Die Grundfärbung des Panzers ist in der Jugend oliv mit deutlich abgesetzter schwarzer Zeichnung. Mit zunehmendem Alter werden die Tiere meist dunkler, insbesondere an den Weichteilen. In diese Unterart wurden auch Testudo ibera racovitzai und Testudo graeca nikolskii eingegliedert, die bisher separat beschrieben waren.
Biotop: Kulturlandschaft, offene Buschlandschaft und Wiesen, lichte Waldränder, sandige Küstenstreifen, Steppe und Halbwüste.
Areal: Südosteuropa, westliches Kleinasien, russische und georgische Schwarzmeerküste, Zentralkaukasus.
Namensherkunft: Der Unterartname "ibera" geht auf eine antike Bezeichnung des Kura-Tales in Georgien zurück (Iberien) und nicht auf die iberische Halbinsel (Spanien).
- Levantinische Landschildkröte, Testudo graeca terrestris Forskål 1775

Diese Tiere fallen durch die überwiegend helle, teilweise auffallend gelbe Färbung ("Golden Greek") von Panzer und Weichteilen auf. Dunkle Pigmentflecken sind selten schwarz, sondern meist eher braun und in der Ausbreitung reduziert. Die Tiere sind ausgesprochen hochrückig. Am Kopf zeigt sich eine charakteristische, gelbe Fleckenzeichnung. Als maximale Größe wird meist 16 Zentimeter angegeben. In diese Unterart eingegliedert wurden Testudo ibera var. bicaudalis, Testudo floweri, Testudo graeca anamurensis und Testudo antakyensis.
Biotop: schwach bewachsene Steppe, Buschland, trockene Wälder
Areal: südliches und östliches Kleinasien, Levante
- Persische Landschildkröte, Testudo graeca zarudnyi, Nikolsky 1896

Die längliche Panzerform mit gesägtem und verbreiterten Hinterrand ähnelt der Breitrandschildkröte Testudo marginata. Die Färbung der Tiere ist oliv bis braun, die klare Fleckenzeichnung des Jugendstadiums später nur noch verschwommen. Es ist eine große Unterart mit Panzerlängen über 20 Zentimetern.
Biotop: Felsige Hügel und Ebenen bis in 2500 Meter Höhe
Areal: Ost-Iran
Herkunft des Namens: Diese Unterart wurde zu Ehren des russischen Zoologen Nikolai Alexejewitsch Sarudny benannt.

### Westliche Unterarten

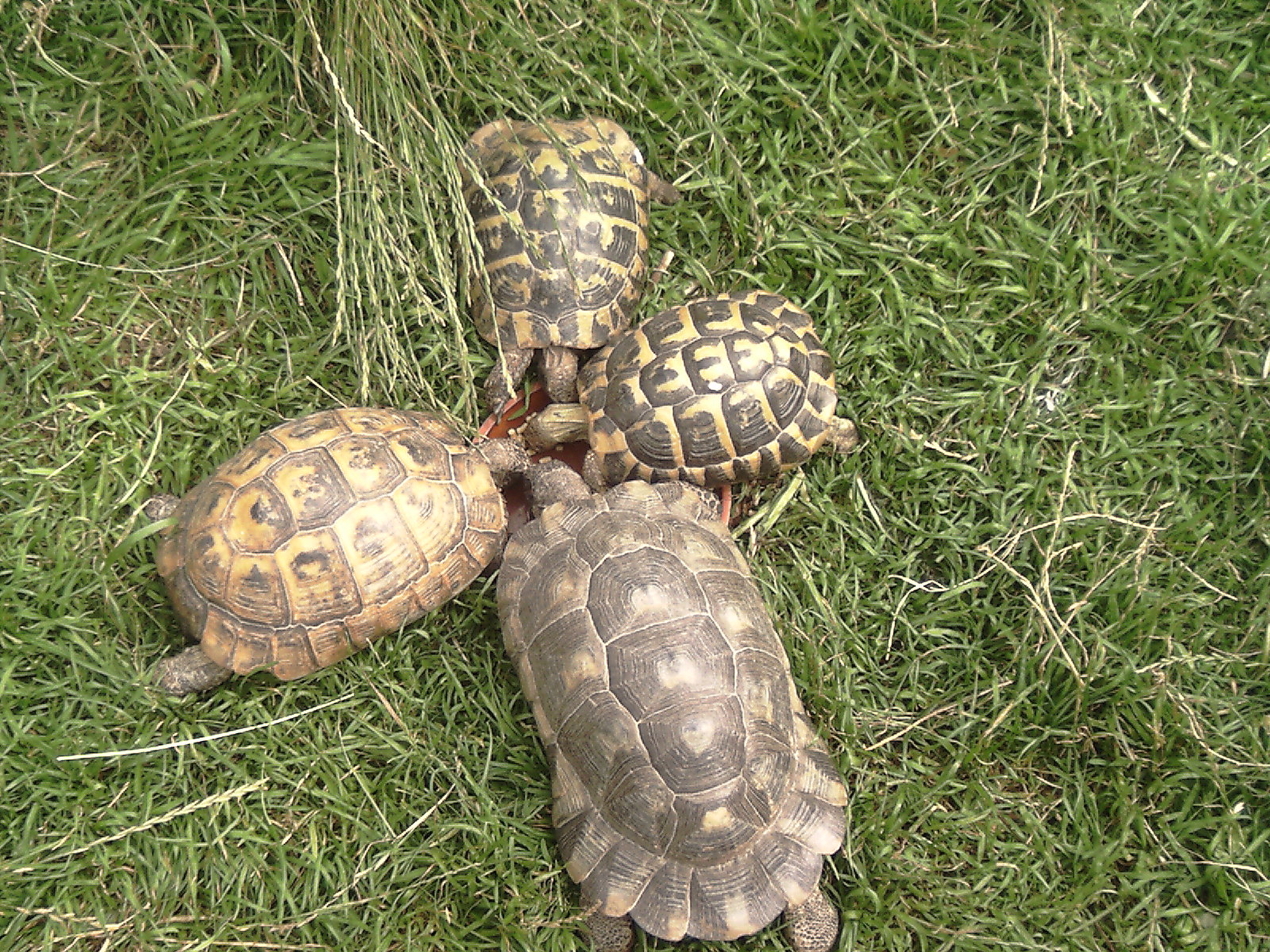
verschiedene Arten: Testudo graeca (li.) andere Testudo-Arten (re.)
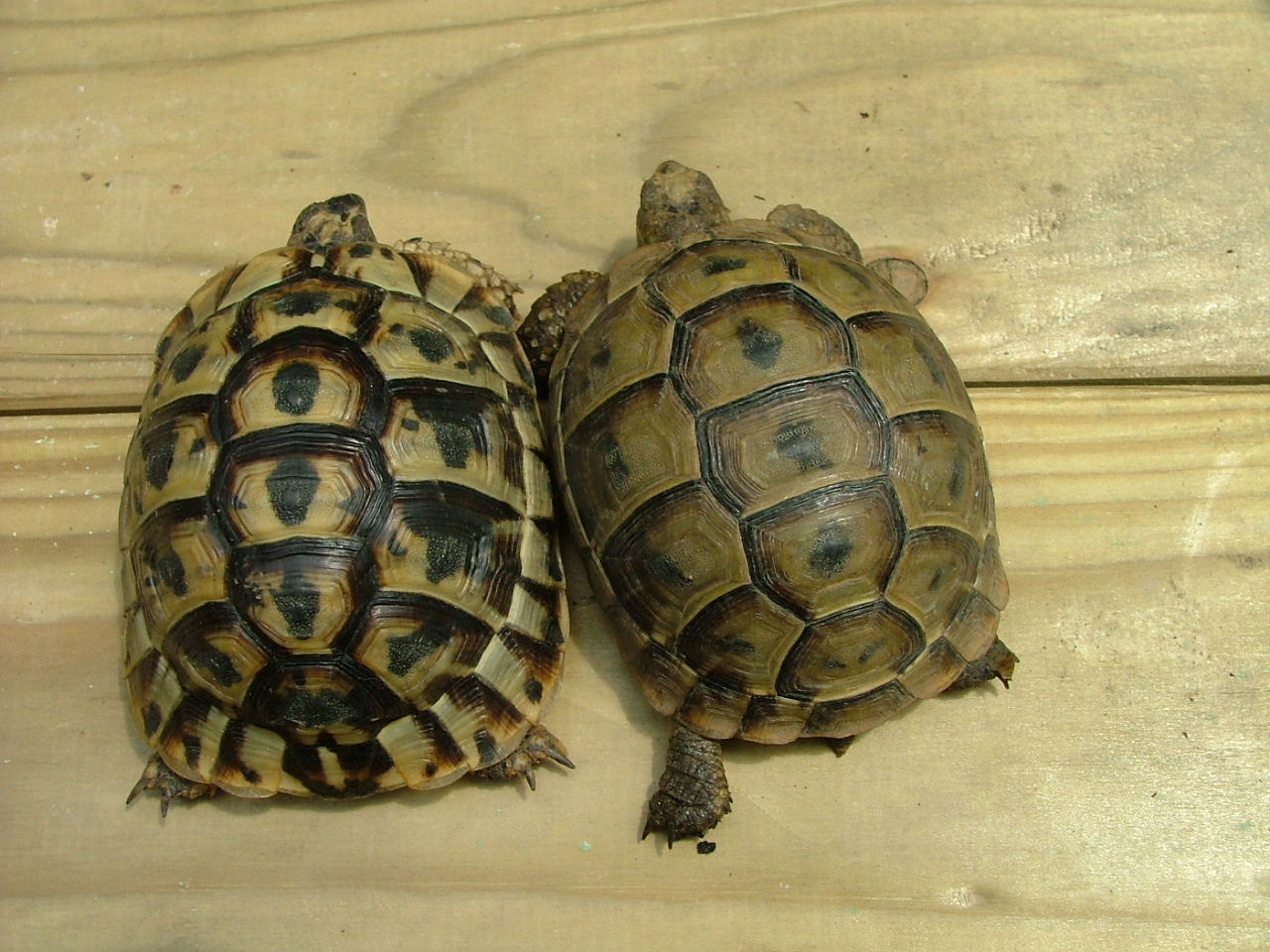
verschiedene Unterarten: T. g. nabeulensis (li.) T. g. ibera (re.)
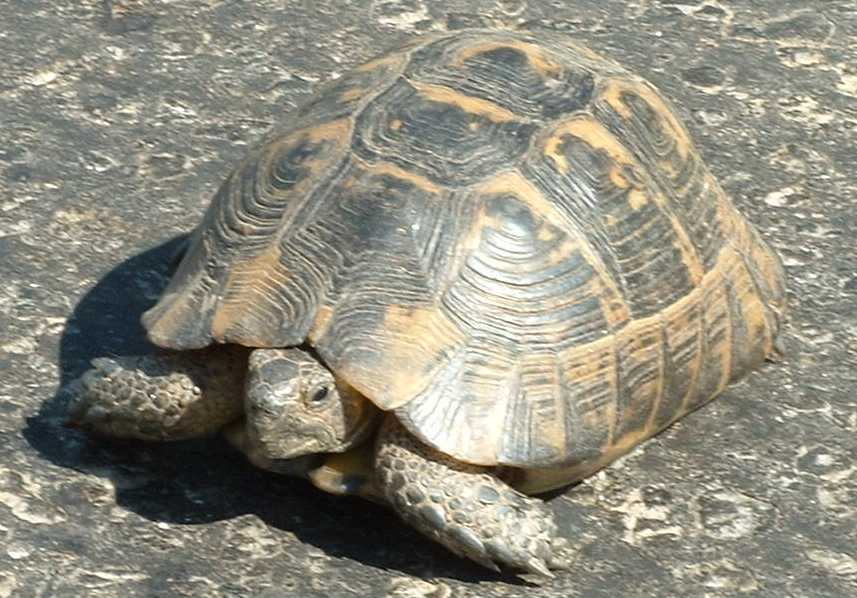
Testudo g. ibera Herakleia, Türkei
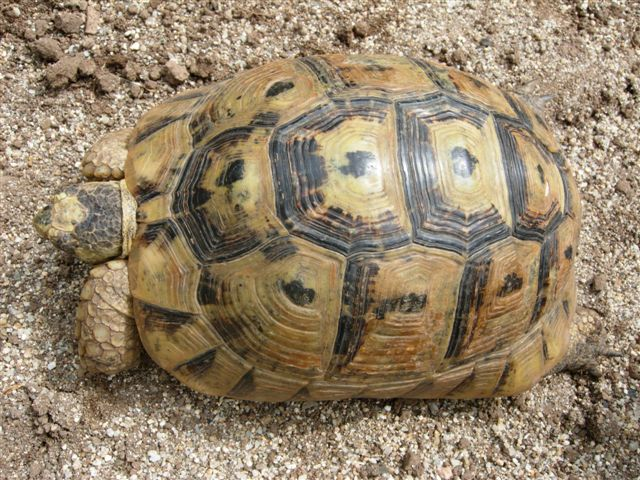
T. g. nabeulensis var. „Sarda“, Sardinien

- Cyrenaika-Landschildkröte, Testudo graeca cyrenaica, Pieh and Perälä 2002

Die Cyrenaica-Landschildkröte besitzt schmale Vorderextremitäten mit nur schwachen Wehrschuppen. Der Panzer ist tailliert, weist eine schmale vordere Öffnung auf und nach oben geschürzte, hintere Marginalia. Die Supracaudalschuppe ist bei männlichen Tieren vergleichsweise stark nach innen gebogen.
Areal: Libyen
Holotypus: Museum für Tierkunde, Dresden, MTKD 31880
Terra typica: Derna 32°46'N, 22°39'E (Darnah, Cyrenaika, Ostlibyen)
Namensherkunft: der Name bezieht sich auf die Region Cyrenaika im nordöstlichen Libyen
- Marokkanische Landschildkröte, Testudo graeca marokkensis, Pieh und Perälä 2002

Testudo graeca marokkensis besitzt einen vergleichsweise flacheren Rückenpanzer als die Nominatform. Zur ockerfarbenen bis gelben Grundfärbung des Rückenpanzers kontrastiert eine Vielzahl von feinen Strichen, Linien und Sprenkeln, außerdem besitzen die Schilde eine dunkle, teilweise zerrissene Umrandung und zentrale Areolflecken. Der Bauchpanzer ist heller als der Rücken, besitzt aber ebenfalls schwarze Zeichnungselemente. Der Kopf ist dunkel mit mehreren hellen Schuppen, die Extremitäten sind überwiegend dunkel mit einzelnen helleren Schuppen. Genetische Studien zeigten, dass Testudo graeca lamberti sehr eng mit Testudo graeca marokkensis verwandt ist und nicht als eigenständige Unterart aufzufassen ist.
Biotop: aride Landschaft mit Steppenklima
Areal: Nordmarokko, beiderseits des Rifgebirges
Holotypus: Staatliches Museum für Naturkunde, Stuttgart, SMNS 7602
Terra typica: Tarmilete, 33° 23' N, 06° 04' W, Nordwestmarokko
Namensherkunft: Der Name geht auf das Verbreitungsgebiet in Marokko zurück.
- Maurische Landschildkröte, Testudo graeca graeca, Linnaeus 1758

Die Carapaxzeichnung von Testudo graeca graeca besteht aus soliden Zeichnungselementen auf gelbem Grund. Die Wirbelschilde besitzen einen dunklen Rand und ebenfalls dunkle Areolenflecken. Die als Testudo graeca whitei beschriebene Lokalform gehört genetisch in diese Unterart.
Areal: Algerien, Ostmarokko, Spanien (hier vermutlich eingeführt)
Terra typica: Oran (ca. 35°41'N 0°38'W), Algerien
- Sousstal-Landschildkröte, Testudo graeca soussensis, Pieh 2001

Grundfärbung des Rückenpanzers ocker, mit wenig kontrastreicher, dünnliniger Strichzeichnung und nahezu komplett fehlender Zeichnung auf dem Plastron. Die Weichteile sind bräunlich bis sandfarben, teilweise auch gelblich-orange, mit helleren, aber wenig kontrastreichen Schuppen am Kopf. Jungtiere weisen kaum bis gar keine Zeichnung auf. Es handelt sich hier um die größte marokkanische Landschildkrötenart mit bis 25 cm Rückenpanzerlänge (SCL). Die sonst bei Graeca-Tieren vorhandenen Schenkelsporne fehlen bei Testudo graeca soussensis häufig, insbesondere bei Tieren aus dem eigentlichen Sousstal.
Biotop: Opportunistische Besiedlung von Kulturflächen, hier insbesondere in Dornenhecken vorkommend, die Schutz und Nahrung bieten
Areal: Südmarokko
Holotypus: Museum für Tierkunde, Dresden, MTKD 33842
Terra typica: Umgebung von Agadir, 30°28'N, 9°55'W, Sousstal, Südwestmarokko
Namensherkunft: der Namen geht auf das südmarokkanische Sousstal zurück.
- Tunesische Landschildkröte, Testudo graeca nabeulensis, Highfield 1990

Auf einer gelben Grundfärbung besitzt diese Unterart lebhaft kontrastierende, schwarze Zeichnungselemente. Die Haut der Weichteile und die Wehrschuppen an den Extremitäten sind sandfarben bis gelb, manchmal mit schwarzen Spitzen. Der Kopf weist eine charakteristische, leuchtend gelbe Fleckenzeichnung auf. Die Tunesische Landschildkröte ist die kleinste Graeca-Unterart. Weibchen erreichen typischerweise eine Rückenpanzerlänge von etwas über 13 cm und ein Gewicht von ca. 600 g. Männchen bleiben mit knapp 12 cm Panzerlänge und durchschnittlich 375 g deutlich leichter.
Areal: Tunesien, Ost-Algerien, Sardinien und Sizilien (vermutlich eingeführt)
Terra typica: Nabeul, Tunesien
Namensherkunft: der Name bezieht sich auf die Terra typica
- verschiedene Arten:
 Testudo graeca (li.) 
 andere Testudo-Arten (re.)
- verschiedene Unterarten:
T. g. nabeulensis (li.)
 T. g. ibera (re.)
- Testudo g. ibera 
Herakleia, Türkei
- T. g. nabeulensis
 var. „Sarda“, Sardinien

## Lebensweise in der Natur

### Allgemeines

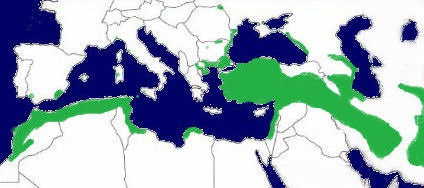
Verbreitungsgebiet der Maurischen Landschildkröte

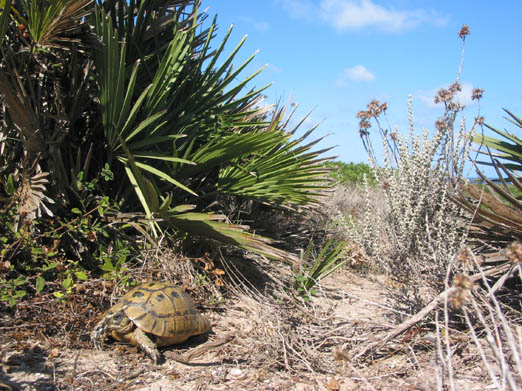
Biotop Dünenlandschaft (Sardinien)

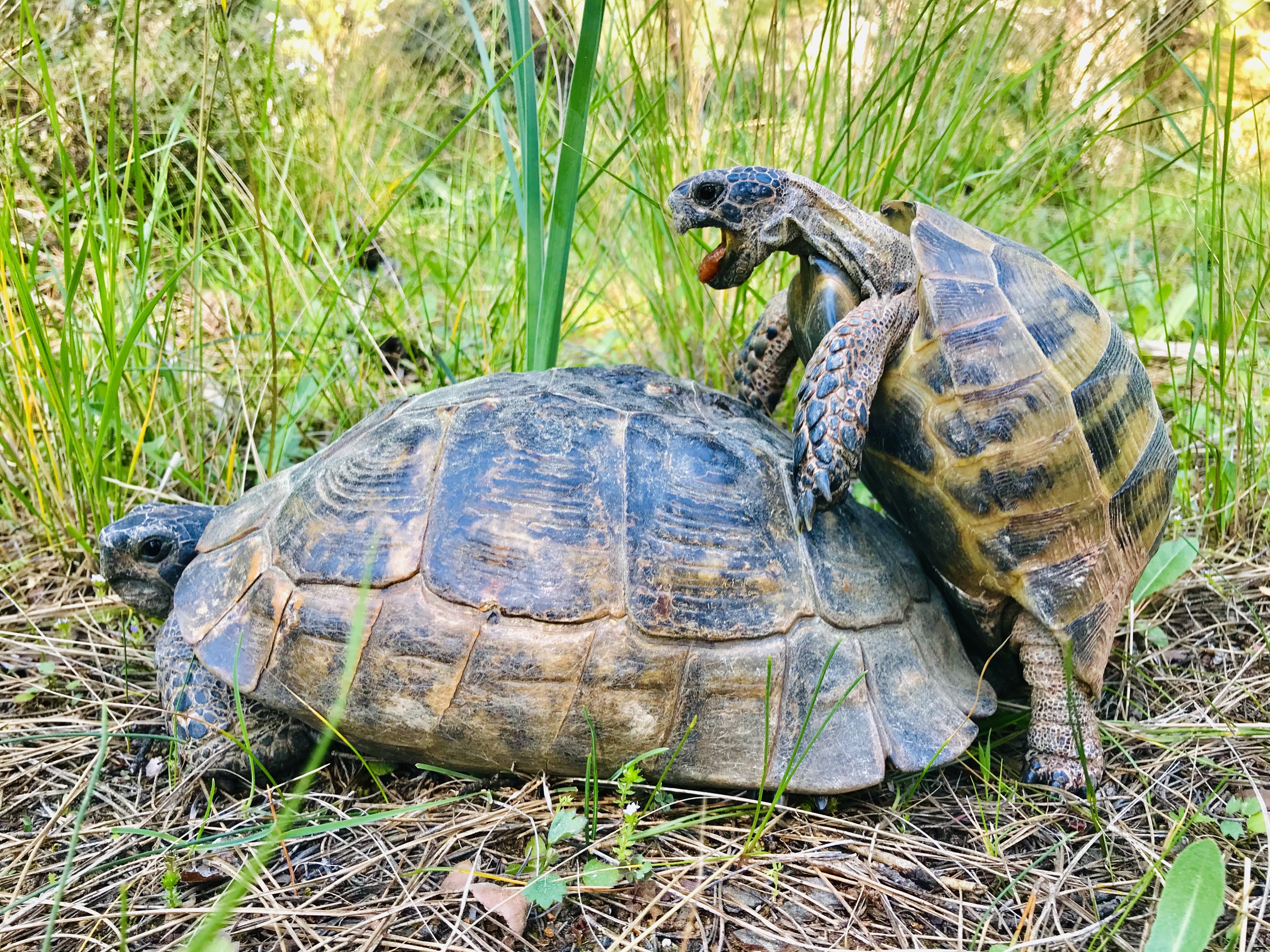
Paarung (Izmir, Türkei)

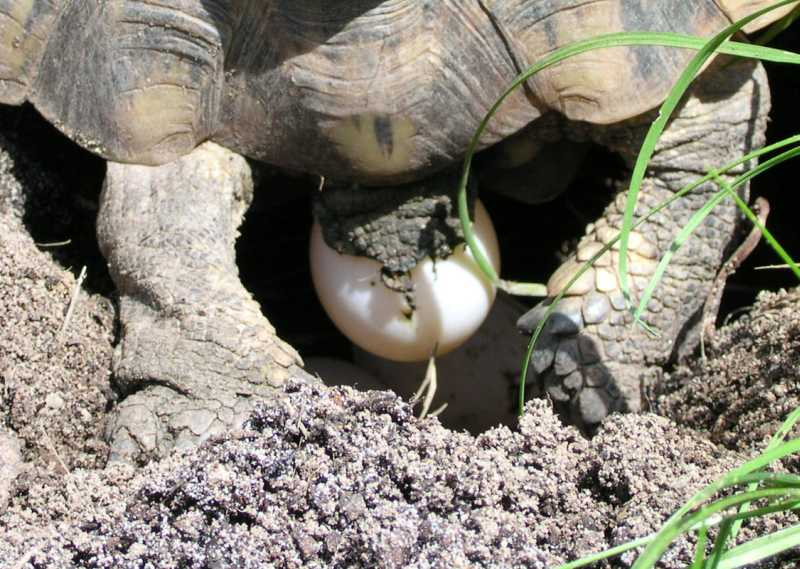
Eiablage

Ein Schlüpfling verlässt das Nest

Maurische Landschildkröten sind ausschließlich tagaktive Reptilien, die für die Verdauung ihrer Nahrung auf die Zufuhr von Sonnenenergie angewiesen sind. Sie können als poikilotherme (wechselwarme) Tiere die nötige Körperwärme nicht selbst erzeugen, sondern müssen sie, ihren jeweiligen Bedürfnissen entsprechend, durch Ortswechsel von schattigen zu sonnigen Plätzen beeinflussen. Die Körpertemperaturen aktiver Tiere werden in der Literatur mit 22 bis 37 °C angegeben.
Für die einwandfreie Verdauung ihrer faserreichen Nahrung benötigen sie für einige Stunden am Tag sogar Körpertemperaturen über 30 °C, die sie zum Beispiel durch ein morgendliches Sonnenbad auch dann erreichen, wenn die Lufttemperatur noch deutlich niedriger liegt. In der kühleren Jahreszeit kommen die Tiere meist erst am späten Vormittag zum Vorschein, sonnen sich und verschwinden wieder. Oberhalb von 40 °C geraten sie in Lebensgefahr und vergraben sich in der kühleren Erde oder suchen Felsspalten und Bauten anderer Tiere auf. In den Sommermonaten zeigen sie deshalb ein zweiphasiges Verhalten, mit Aktivität nur am kühleren Morgen und Nachmittag. In heißen, ariden Lebensräumen wird im Sommer sogar ein längerer Sommerschlaf (Ästivation) nötig, im südlichen Marokko etwa von Juni bis September. Unterhalb von 8 °C kommt der Stoffwechsel zum Erliegen. Auch Atmung und Herzfrequenz sind stark herabgesetzt. In manchen Teilen ihres Verbreitungsgebietes fällt die Maurische Landschildkröte deshalb oft in eine monatelange Winterstarre (Hibernation) und ist zum Teil von September bis März inaktiv und vergraben.
Darüber hinaus ist über die Lebensweise der verschiedenen Unterarten der Maurischen Landschildkröte nur wenig bekannt. Lediglich an einer kleinen spanischen Population wird intensiver geforscht. Die folgenden Angaben beziehen sich daher häufig nur auf die Nominatform der Maurischen Landschildkröte, wie sie im südspanischen Nationalpark Coto de Doñana vorkommt.

### Verbreitungsgebiet und Lebensraum
Die Maurische Landschildkröte besiedelt ein riesiges, aber sehr zerrissenes Verbreitungsgebiet, mit großen Lücken zwischen den einzelnen Vorkommen. Es erstreckt sich über 27 Staatsgebiete, von der Atlantikküste im Westen Marokkos bis in die östlichen Teile Irans. Dabei dehnt es sich über 6000 Kilometer in Ostwest-Richtung und 1600 Kilometer in Nordsüd-Richtung aus. Die Art lebt dabei unter sehr unterschiedlichen Klimabedingungen, dem vergleichsweise ausgeglichenen Mittelmeerklima und den extremen Wetterbedingungen der asiatischen Steppen mit glühendheißen Sommern und monatelangem Frost im Winter. Auch die besiedelten Lebensräume unterscheiden sich stark, von feuchten Sumpfrandgebieten über Heide- und Graslandschaften, lichten Wäldern, sandigen Dünenlandschaften bis hin zu wenig bewachsenen, trockenen Steppen und Halbwüsten.
Von der IUCN wird die Maurische Landschildkröte als „gefährdet“ eingestuft.

### Nahrung
Diese Schildkrötenart ernährt sich überwiegend pflanzlich. Aufgenommen wird eine Vielzahl von ein- und mehrjährigen Pflanzen aus einem breiten Spektrum von Pflanzenfamilien. In der Doñana wurde eine Aufnahme von 86 Pflanzenarten aus 26 Familien beobachtet, vor allem Vertreter der Süßgräser (Gramineae), Korbblütler (Asteraceae), Hülsenfrüchtler (Leguminosae), Hahnenfußgewächse (Ranunculaceae) und Nelkengewächse (Caryophyllaceae). Bei ausreichendem Nahrungsangebot, meist im Frühjahr zeigen sich deutliche Nahrungsvorlieben für bestimmte Pflanzenarten. In Dagestan wurde im Mageninhalt von 62 Tieren ein Anteil von 97 Prozent der vergleichsweise proteinreichen Leguminosen festgestellt. Das sind zum Beispiel wilde Wicken und Klee. Außerdem werden bevorzugt die nahrhafteren Teile aufgenommen, Knospen, Blüten, Früchte mit Samen. Bei Nahrungsmangel, vor allem während der heißen Sommermonate, werden aber auch vertrocknete, wenig nahrhafte Pflanzen und Pflanzenteile, teilweise sogar Giftpflanzen aufgenommen und verwertet. Insbesondere dann wurden im Mageninhalt und Kot auch Reste von Wirbellosen (z. B. Gehäuseschnecken und Insekten) und Kot anderer Tiere nachgewiesen. Weibchen nehmen mehr tierische Bestandteile auf als Männchen und Jungtiere.

## Fortpflanzung

### Paarung und Eiablage
Bereits im der Paarung vorangehenden Sommer beginnt die Spermienproduktion der Männchen und das Follikelwachstum der Weibchen. Unmittelbar nach der Winterstarre, Mitte Februar bis Anfang Mai, beginnen die Männchen mit der Balz. Mit großem Eifer verfolgen sie die Weibchen, umkreisen sie, beißen sie in die Gliedmaßen, rammen sie mit heftigen Stößen und reiten auf. Bei der stoßweisen Kopulation öffnet das Männchen das Maul, die rote fleischige Zunge wird sichtbar und es stößt piepsende Töne aus. Nach dem Aufreiten bleibt das Weibchen stehen, stemmt seine Vorderfüße in die Erde und pendelt mit dem Vorderkörper. Dabei entspricht der Rhythmus der Panzerbewegung dem Rhythmus, in dem das Männchen seinen Paarungslaut von sich gibt. Eine einzige erfolgreiche Paarung reicht für mehrere Gelege.
Regional unterschiedlich, meist von April bis Juni, werden ein bis drei Gelege mit jeweils bis zu acht (im Schnitt etwa fünf) hartschaligen Eiern abgesetzt. Das Weibchen gräbt dazu an einem sorgfältig ausgesuchten Platz eine etwa zehn Zentimeter tiefe Grube, platziert die Eier mit den Hinterbeinen vorsichtig hinein und vergräbt sie. Eine weitere Brutpflege findet nicht statt. Das Ausbrüten übernimmt die Sonne. Je nach Region und Klimabedingungen dauert die Entwicklung der Embryonen von 60 bis über 100 Tage, wobei die Jungtiere nach dem Schlupf oft noch eine Weile in der Nisthöhle verharren. Die ersten Schlüpflinge erscheinen noch in der sommertrockenen Zeit an der Erdoberfläche, im Kaukasus ab Ende Juli, in Südwestspanien ab Mitte August. Es wird jedoch auch vermutet, dass die letzten Schlüpflinge im Nest überwintern (Inozemtsev 1994).
Die mittlere Nisttemperatur unter natürlichen Bedingungen wird in Spanien mit etwa 28 °C angegeben, mit Extremwerten von 10 und 48 °C. Die tägliche Schwankung liegt im Mittel bei etwa 13 °C (Díaz-Paniagua 2006). Bei Maurischen Landschildkröten wird das Geschlecht der sich entwickelnden Jungtiere durch die Bruttemperatur bestimmt. Unter Laborbedingungen erbrütete Tiere waren bei konstanten Temperaturen unter 30 °C überwiegend Männchen, bei Temperaturen über 31 °C überwiegend weiblich.

## Gefährdung und Schutz
Von der IUCN wird die Maurische Landschildkröte auf der Roten Liste gefährdeter Arten als gefährdet (vulnerable) geführt.
Die Art wird von der Europäischen Union in den Anhängen II und IV der FFH-Richtlinie geführt und gilt damit als streng zu schützende Art von gemeinschaftlichem Interesse, für deren Erhaltung von den Mitgliedsstaaten besondere Schutzgebiete ausgewiesen werden müssen.

Das Gemälde Der Schildkrötenerzieher zeigt fünf Maurische Landschildkröten.

## Künstlerische Rezeption
Das Gemälde Der Schildkrötenerzieher des türkischen Malers Osman Hamdi Bey aus dem Jahr 1906 ist ein berühmtes Gemälde in der Türkei. Das Gemälde befindet sich heute im Pera-Museum in Istanbul.

## Trivia
- Die älteste, bekannte Maurische Landschildkröte, Timothy, ein Weibchen der Unterart T. g. ibera, wurde geschätzte 160 Jahre alt. Sie lebte zunächst 40 Jahre als Marinemaskottchen auf mehreren britischen Schiffen, nahm an Bord der HMS Queen an der Belagerung von Sewastopol, im Krimkrieg, teil und lebte später auf Schloss Powderham bei Exeter.[6]
- Das Naturhistorische Museum von Genf beherbergt eine zweiköpfige Maurische Landschildkröte. Das Tier ist am 3. September 1997 geschlüpft und wurde nach dem römischen Gott Janus benannt.[7]
- Der lateinische Name der Art, Testudo graeca, bedeutet „griechische Schildkröte“, sie ist aber von der Griechischen Landschildkröte (Testudo hermanni, in alter Literatur auch als Testudo graeca bezeichnet) zu unterscheiden. Linnaeus soll die Bezeichnung gewählt haben, weil ihn das Aussehen der Schilde des Rückenpanzers an ein griechisches Mosaik erinnerte.[8]